# Höstöga
Höstöga (Coreopsis verticillata) är en art i familjen korgblommiga växter från sydöstra USA. Den är en vanlig trädgårdsväxt i Sverige med flera namnsorter.
Höstöga är en upprätt, flerårig ört, till 60 centimeter hög. Bladen är treflikiga, med tunna, trådlika flikar vilket ger ett dilliknande utseende. Blomkorgarna sitter i toppställda kvastar. De är gula och blir mellan två och fem cm, ibland upp till åtta cm, i diameter. Strålblommorna blir ca 12–20 mm långa. Diskblommorna är 30–40 st och blir svarta när de torkar.
Arten blommar i augusti–september i Sverige. Höstöga trivs i väldränerad lucker jord med låg näringshalt. Växtplatsen ska vara solig.